# Ortutay Gyula-emlékérem
Az Ortutay Gyula-emlékérem egy díj. A Magyar Néprajzi Társaság alapította Ortutay Gyula néprajzkutató tiszteletére, három évenként osztják ki a társaság rendes évi közgyűlésén. Azok a kutatók kaphatják meg, akik a néprajz területén eltelt időszakban kiemelkedő művet alkottak. A díjjal oklevél és emlékérem jár. Az érem kerek alakú, bronzból készül.

## Díjazottak
| Év   | Kitüntetettek      |
| ---- | ------------------ |
| 1981 | Bálint Sándor      |
| 1981 | Martin György      |
| 1981 | Tarkány Szőcs Ernő |
| 1984 | Bodrogi Tibor      |
| 1984 | Faragó József      |
| 1984 | Ujváry Zoltán      |
| 1987 | Dömötör Tekla      |
| 1987 | Katona Imre        |
| 1987 | Bakó Ferenc        |
| 1989 | Kovács Ágnes       |
| 1989 | Voigt Vilmos       |
| 1993 | Jung Károly        |
| 1996 | Dégh Linda         |
| 2000 | Balázs Lajos       |
| 2003 | Pócs Éva           |
| 2006 | Küllős Imola       |
| 2009 | Nagy Ilona         |
| 2010 | Szemerkényi Ágnes  |
| 2013 | Keszeg Vilmos      |